# Harkány
Harkány là một thành phố thuộc hạt Baranya, Hungary. Thành phố này có diện tích 25,69 km², dân số năm 2010 là 3990 người, mật độ 155 người/km².